# Pieve dei Santi Cornelio e Cipriano
La pieve dei Santi Cornelio e Cipriano a Codiponte è un edificio sacro che si trova a Codiponte, nel comune di Casola in Lunigiana.

## La storia
Probabilmente si riferisce a Codiponte il locus sancti Cipriani ricordato già in un documento del 793, mentre la prima notizia diretta che testimonia l'esistenza della Pieve risale alla bolla pontificia del 1148, diretta da Papa Eugenio III al vescovo di Luni, nella quale si può leggere Plebs Sancti Cipriani de capite pontis.

## L'architettura
La Pieve attuale è databile al XII secolo e nel XIV secolo è stata ristrutturata a seguito di una frana. 
La chiesa romanica ha facciata a salienti con bifora e un'apertura croce. Due contrafforti sostengono la spinta in corrispondenza delle testate delle arcate interne. Il portale in arenaria è d'epoca tardo-barocca. 
La pianta è basilicale con tre navate rivolte a oriente e partite da colonne in pietra ed archi a tutto sesto. Le absidi sono due, di diversa ampiezza e la copertura è a capriate di legno dipinto. 
Soprattutto interessante è l'apparato scultoreo dei capitelli, ricco di un repertorio altomedievale come i nastri solcati e intrecciati, la sirena bicaudata, l'animale rampante, l'orante-telamone, il marzo suonatore di corno, l'uomo itifallico, l'atleta.
Queste decorazioni ricordano gli elementi presenti nella vicina San Paolo in Vendaso, ma sono maggiormente stilizzati e - in un certo modo - più astratti.
Sulla parete di fondo della navata destra è esposto un trittico tardo medievalecon al centro la Vergine in trono con il Bambino, a destra i Santi Cornelio e Cipriano e a sinistra l'immagine del Volto Santo, venerata reliquia lucchese che ricorda il transito in questi luoghi della via del Volto Santo, variante della via Francigena. Sotto ognuno di queste tavole è una predella dipinta con storie religiose.
La semplice vasca del fonte battesimale è decorata da una croce.
Il campanile del XVII secolo è separato dall'edificio.

## Ritrovamenti archeologici
Scavi del 1962 sotto il pavimento della navata destra hanno portato alla luce il basamento a pianta ottagonale di un più antico fonte battesimale ad immersione ed un antico lastricato.

Nella stessa navata di destra sono anche emerse le fondamenta di una torre campanaria e di difesa, rivelando così le originali strutture di una chiesa fortificata. 

La canonica, anch'essa fortificata, è il risultato dell’evoluzione e dell’ampliamento di un’antica casa torre: nel suo lato ovest sono ancora visibili due feritoie per il lancio delle frecce.

## Il luogo di Codiponte
Il luogo di Codiponte è stato oggetto negli ultimi anni di scavi archeologici che hanno rilevato la presenza di insediamenti degli antichi Liguri (VIII secolo a.C.) ed un successivo insediamento romano di età imperiale tra il I ed il IV secolo, confermando la primaria importanza del sito che, come si evince dal toponimo (Caput Pontis), cioè testa di ponte, era di importanza strategica per il movimento di uomini e merci.
Non molto distanti sono i ruderi del Castello di Codiponte.

## Altre immagini

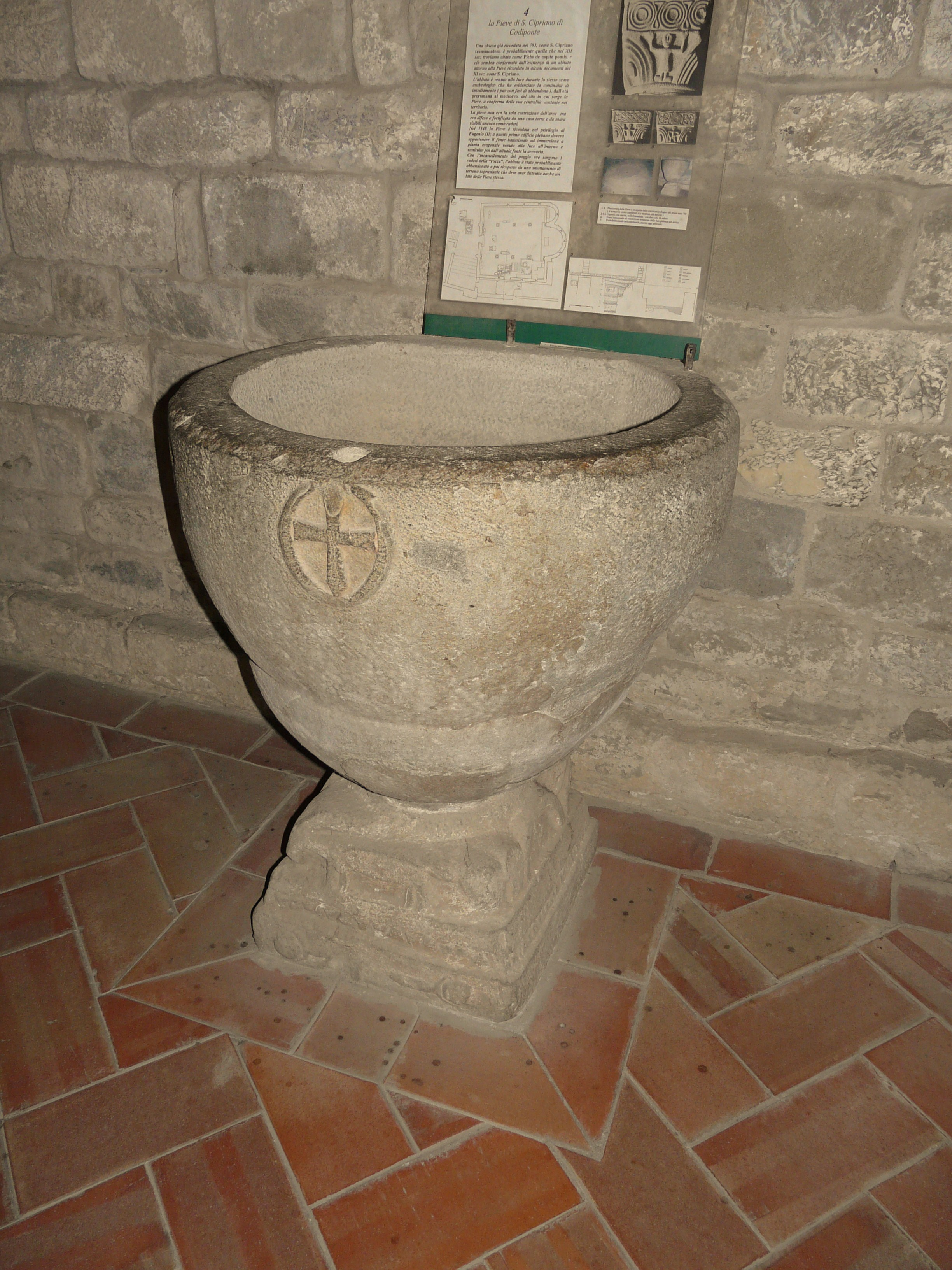
Fonte battesimale
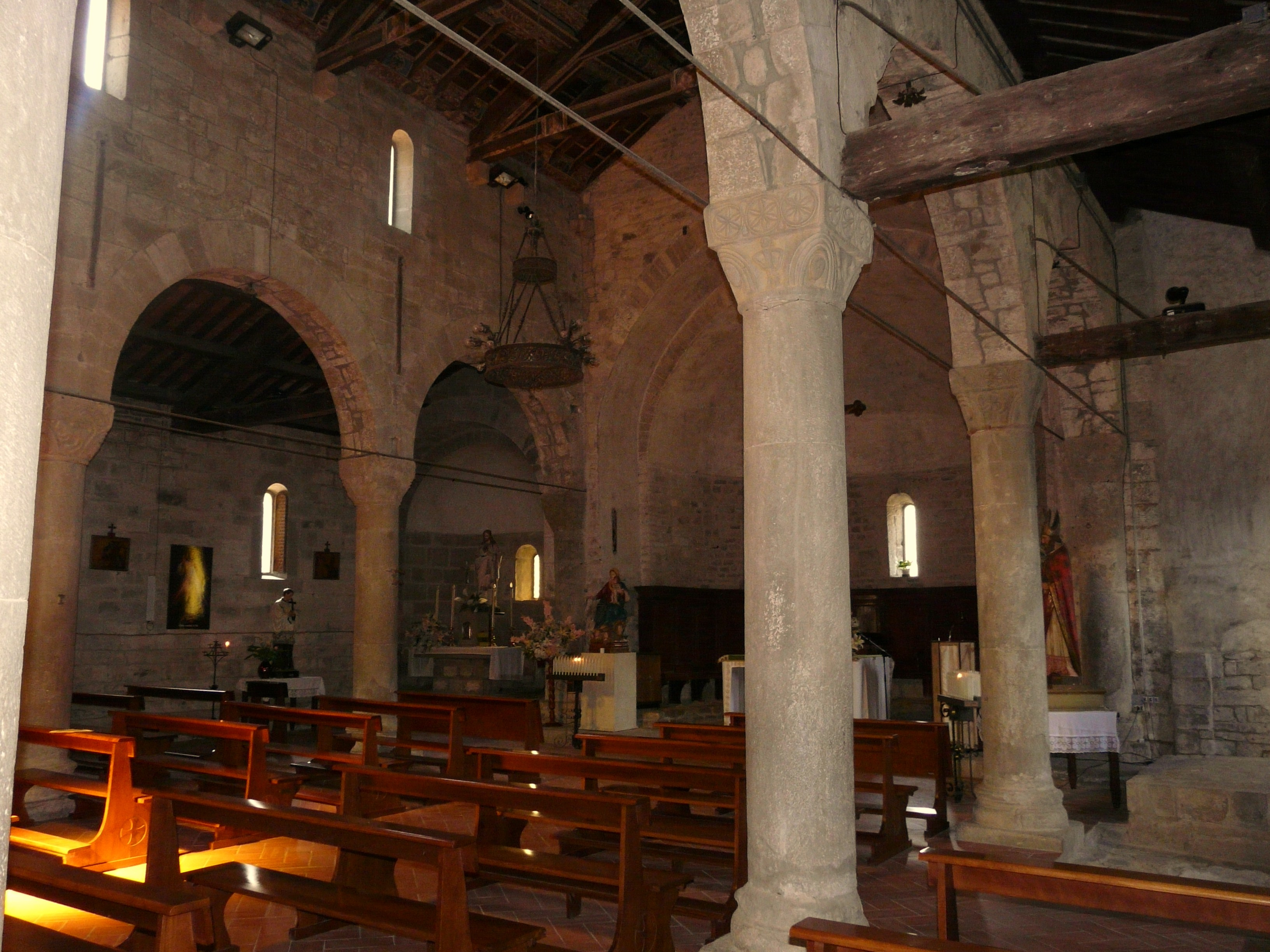
Interno
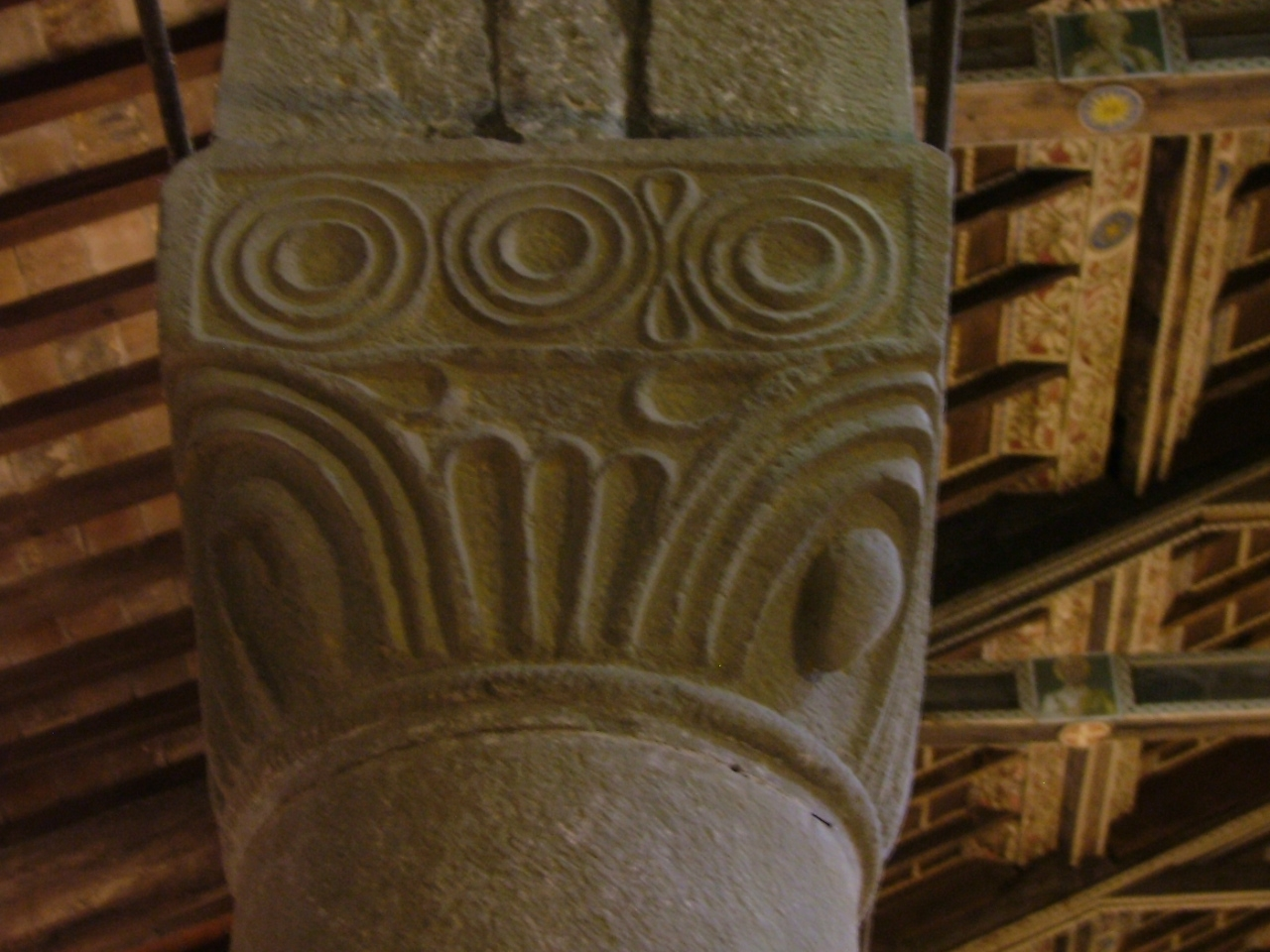
Capitello
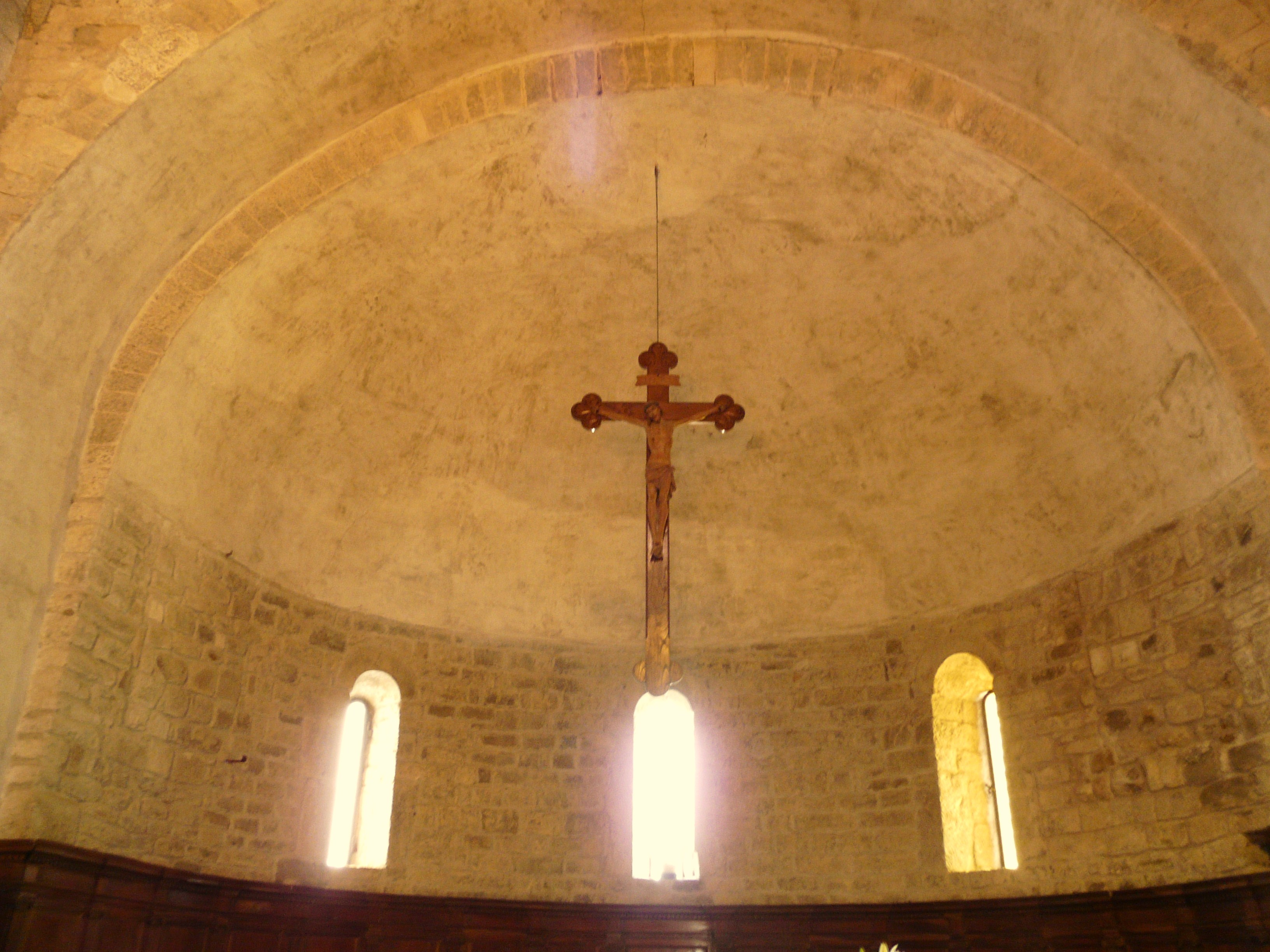
Catino dell'abside maggiore
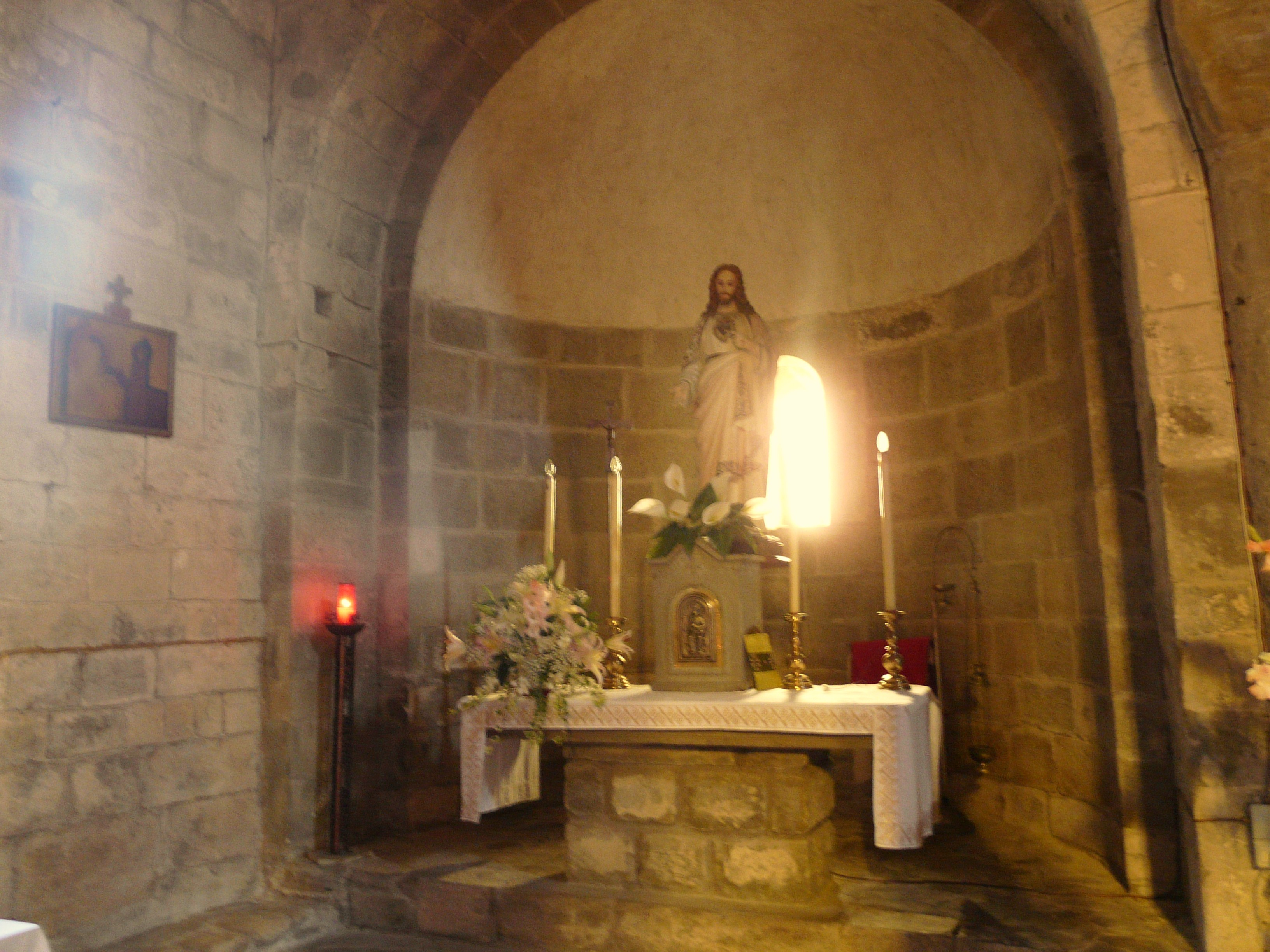
Abside minore
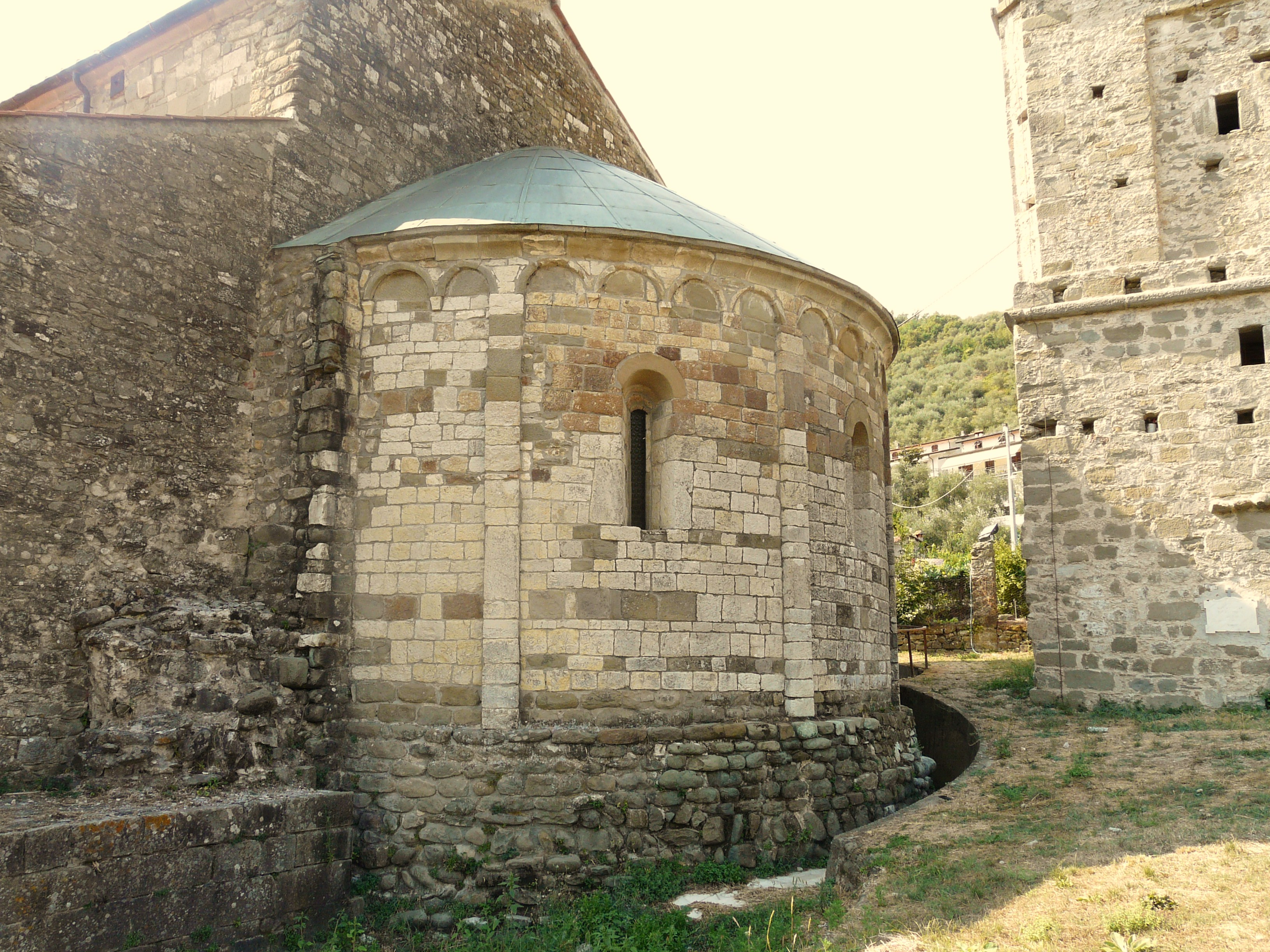
Abside